# アンボイナ事件

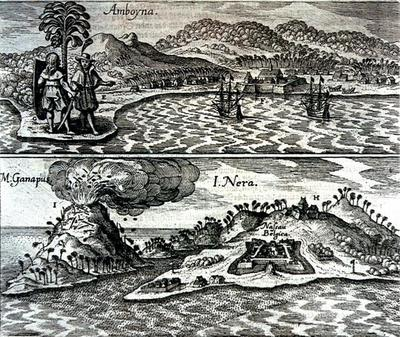
アンボイナ島における英蘭の領土を描いた銅版画（1655年）

アンボイナ事件（アンボイナじけん、英語: Amboyna massacre）とは、1623年にオランダ領東インド（現インドネシア）モルッカ諸島アンボイナ島にあるイギリス東インド会社商館をオランダが襲い、商館員を全員殺害した事件である。アンボン事件、アンボイナの虐殺とも称される。
この事件により、イングランドの香辛料貿易は頓挫し、オランダが同島の権益を独占した。東南アジアから撤退したイングランドは、インドへ矛先を向けることとなった。

## 背景

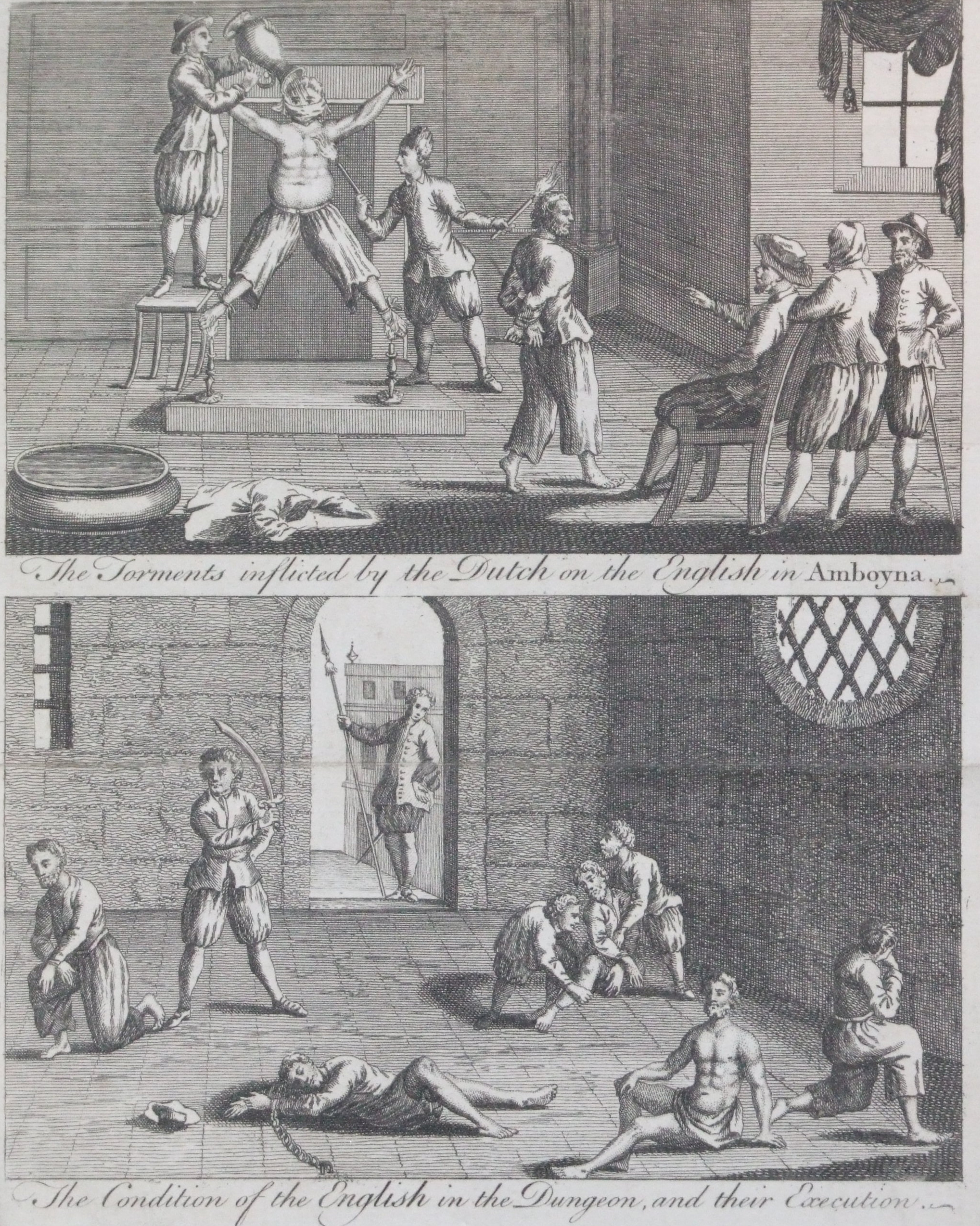
生存したイングランド人の証言に基づいて描かれた拷問の様子。

アンボイナ島は、モルッカ諸島南方のセラム島の南西に位置する小島で、クローブなどの香料を産することで知られる。ヨーロッパで珍重されたこの香料を求めて、同島への進出を図る国が相次いだ。
1512年にポルトガル人のアントニオ・ダブリウが進出して以来、アンボイナ島の香料はポルトガルが独占した。しかし、1599年にオランダ人のファン・ワールワイクがポルトガル勢を駆逐し、1605年2月、ニュー・ヴィクトリア砦を構築して支配権を確立した。これに対し、イングランドも1615年に進出して香料貿易を行い、激しく競争した。
事態を収拾するため、英蘭両国の政府は1619年に協定を締結し、
- 香料貿易は今後両国が共同で行い、利益の分配に際してはオランダの既得権益を尊重し、3分の2をオランダが、残りをイングランドが得ること。
- これまで両国が占領した地域の領有権は現状のまま留め置くが、今後征服した土地は両国で折半すること。

などを相互に確認した。しかしオランダの現地当局はこれを無視して取引を行い、激怒したイングランド人はバタヴィアのオランダ人を駆逐。両者の確執と対立は一向に収まる気配がなかった。

## 事件
この当時（江戸時代）の日本は、戦国時代が終り、関ヶ原の戦いの後の大名改易により大量の浪人が発生した。生活に困窮した浪人の中には欧州や東南アジアの傭兵として東南アジア方面に渡航する者も多く、アユタヤやプノンペンには日本人町が形成されるほどであった。アンボイナ島にも、傭兵として勤務する者もいた。1623年2月10日の夜、イギリス東インド会社の日本人傭兵で平戸出身の七蔵がオランダの衛兵らに対し、城壁の構造や兵の数についてしきりに尋ねていた。これを不審に思ったオランダ当局が、七蔵を拘束して拷問にかけたところ、イングランドが砦の占領を計画していると自白。直ちにイギリス東インド会社商館長ガブリエル・タワーソン(Gabriel Towerson) ら30余名を捕らえた当局は、彼らに火責め、水責め、四肢の切断などの凄惨な拷問を加え、これを認めさせた。3月9日、当局はタワーソンをはじめイギリス人9名、日本人10名、ポルトガル人1名を斬首して、同島におけるイングランド勢力を排除した。
実際にイングランドが襲撃を実行しようとしていたという自白の信憑性は低いものと考えられており、事件当時オランダ東インド会社総督であったヤン・ピーテルスゾーン・クーンは、自国の貿易独占を主張し、本国政府の対応を弱腰と非難していたため、事件は彼の仕組んだ陰謀であるとの説もある。

## その後
この事件はイングランドにも伝わり、両国間で進行していた東インド会社合併交渉は決裂、東南アジアにおけるイングランドの影響力は縮小し、オランダが支配権を強めた。しかし、かつて同量の金と交換されたこともあったほどの高級品だった香料の価格は次第に下落。それに伴い、オランダの世界的地位も下がり、海外拠点をインド、イラン（サファヴィー朝）へ求めたイングランドは、良質な綿製品の大量生産によって国力を増加させていった。
1652年、第一次英蘭戦争（英蘭戦争）の2年後、事件発生から31年後の1654年には、オリバー・クロムウェル護国卿下のウエストミンスター講和条約(Treaty of Westminster ) で、オランダが30万ギルダー（8万5000ポンド）の賠償金と米国のマンハッタン島を引き渡すことで決着した。ガブリエル・タワーソン等の相続人には3,615ポンド支払われた。　

後にジョナサン・スウィフト『ガリヴァー旅行記』（1735年）でもこの虐殺が描かれている。　